# María Rodríguez de Andrade
María Rodríguez de Andrade (Paysandú, 21 de octubre de 1855 - 1915) fue una poeta uruguaya.

## Biografía
Criada en una familia privilegiada de Paysandú, contrajo matrimonio con Enrique Andrade de quien tomó su apellido para incorporarlo en la firma de sus escritos. Publicó sus estrofas en revistas de su localidad natal y de Entre Ríos.